# 프리츠 라반트
프리드리히 "프리츠" 라반트(독일어: Friedrich "Fritz" Laband, 1925년 11월 1일~1982년 1월 3일)는 독일의 전 축구 선수로, 현역 시절 수비수로 활약했다.
그는 서독 국가대표팀의 일원으로 1954년 월드컵에 참가했다. 그는 도합하여 서독 국가대표팀 경기에 4번 출전했다. 리그 무대에서 그는 안커 비스마, 함부르크, 그리고 베르더 브레멘에서 활약했다.
그는 주로 맡는 역할이 우측의 측면 수비수이지만, 라반트는 다재다능하고 강인한 선수로, 멀리서도 공을 정확히 배급할 수 있었다. 그는 1954년 월드컵이 개막하기 2달도 안되게 남은 상황에 등장해 서독이 참가한 6번의 경기중 3번의 경기에 출전했다. 그러나, 그는 제프 헤르베르거 감독의 결정에 따라 그를 대신해 함부르크 동료 요제프 포지팔을 우측 수비수로 기용했다.